# Dicranomyia (Nealexandriaria) semirufa
Dicranomyia (Nealexandriaria) semirufa is een tweevleugelige uit de familie steltmuggen (Limoniidae). De soort komt voor in het Australaziatisch gebied.